# Pic des Oulettes
Ne doit pas être confondu avec Oulettes.
Pour les articles homonymes, voir Oule.
Le pic des Oulettes est un sommet des Pyrénées, situé sur la frontière franco-espagnole entre les Hautes-Pyrénées, en région Occitanie, et la province de Huesca dans la communauté d'Aragon, qui culmine à 2 760 ou 2 759 mètres d'altitude dans le massif du Vignemale.

## Toponymie
En occitan, oule signifie « cirque, cuvette glaciaire » donc oulette, le petit cirque.

## Géographie
Il est situé entre le département des Hautes-Pyrénées en vallée de Saint-Savin, en partie ouest de la vallée de Gaube sur la commune de Cauterets, et la partie nord de la vallée de l'Ara en Espagne.

### Topographie
Il est situé au sud du col des Mulets et au nord du col des Oulettes. Il surplombe le cirque de l'Ara à l'ouest.

### Hydrographie
Le sommet délimite la ligne de partage des eaux entre le bassin de la Garonne côté nord, qui se déverse dans l'Atlantique, et le bassin de l'Èbre, qui coule vers la Méditerranée côté sud.

## Voies d'accès
On y accède côté français par la vallée de Gaube depuis le lac de Gaube et le refuge des Oulettes de Gaube (2 151 m) en direction du col des Mulets. 
Côté espagnol, le col donne accès à la vallée de l'Ara, creusée par l'Ara, où l'on peut voir l'ibón de Alto de Batanes et rejoindre Torla-Ordesa.

## Protection environnementale
Le pic est situé dans le parc national des Pyrénées.